# Eutaxia
Genre
Classification phylogénétique
Eutaxia est un genre de plantes à fleurs de la famille des Fabaceae.
Il est originaire d'Australie. La plupart des espèces sont endémiques au sud-ouest de l'Australie-Occidentale, mais quelques-unes sont distribuées dans toute l'Australie.

## Liste des espèces et variétés
- Eutaxia cuneata
- Eutaxia densifolia
- Eutaxia epacridoides
- Eutaxia microphylla
  - Eutaxia microphylla var. diffusa
  - Eutaxia microphylla  var. microphylla
- Eutaxia obovata
- Eutaxia parvifolia
- Eutaxia virgata